# Gare de Bassecourt
La gare de Bassecourt est une gare ferroviaire suisse de la ligne de Delémont à Delle. Elle est située à proximité immédiate du centre de la localité de Bassecourt (ancienne commune), sur le territoire de la commune de Haute-Sorne, dans le canton du Jura.
Gare d'évitement, c'est un point d'arrêt voyageurs des Chemins de fer fédéraux suisses (CFF) desservi par des trains RER trinational de Bâle (ligne S3) et RegioExpress.

## Situation ferroviaire
Établie à 478 mètres d'altitude, la gare de Bassecourt est située au point kilométrique (PK) 93,50 de la ligne de Delémont à Delle, entre les gares de Courfaivre et de Glovelier.
C'est une gare d'évitement qui dispose de deux voies sur une ligne à voie unique.

## Histoire

### De gare à halte avec une seule voie
L'attribution de 100 000 fr de subvention aux Chemins de fer jurassiens est voté le 17 février 1872 par assemblée communale. Le plan des parcelles nécessaires au passage du chemin de fer du Jura bernois sur la commune est publié le 20 novembre 1875 et en 1876, les avis de vente des terrains sont publiés le 16 février et le 6 juin et le 27 octobre. La ligne du chemin de fer de Delémont à Glovelier est mise en service le 15 octobre 1876.
En 1891, la caisse d'épargne de Bassecourt construit un bâtiment à côté de la gare.

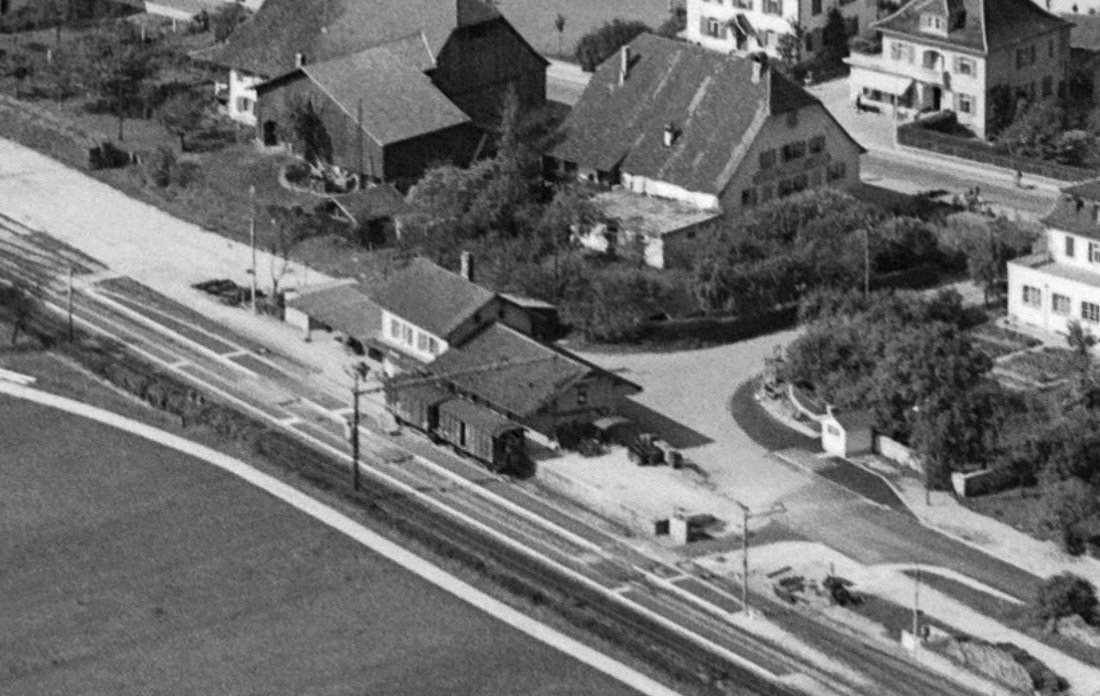
La gare en 1955.

En 1974, le projet « Centre-Gare », concernant des constructions près de la gare, est approuvé par le conseil communale et en 1978, le restaurant de la gare est affecté par un incendie. Le chantier du « Centre-Gare » débute en 1982. En 1994, le réaménagement du passage à niveau situé à l'est du village est financé, à hauteur de 32 000 francs par le gouvernement du Jura. Cette même année le dernier chef de gare est sur le départ, du fait de l'automatisation, de la dépose de la voie d'évitement et de la fermeture du guichet. À la fin de l'année 1999, le conseil général émet une résolution pour le « le maintien de la gare avec desserte publique ». Néanmoins la gare est fermée le 28 mai 2000. La place de la gare rénovée est inaugurée le 12 décembre 2002. L'infrastructure de la gare en 2007 est limité à la voie unique de la ligne qui dessert un unique quai latéral.

### Nouvelle gare d'évitement
En 2015, le sujet est : le renouveau de la gare, qu'il faut réaménager pour permettre la desserte d'un train par demi-heure sur la ligne. Pour ce projet, la somme de 20 millions de francs est engagée par la Confédération. Le chantier ouvre en juillet 2017. Pour tenir l'objectif horaire de desserte il est nécessaire de remettre une deuxième voie le choix prix est de deux voies encadrées par deux quais latéraux, ce qui implique la création d'un passage sous voie pour les voyageurs. Cette solution offre également l'avantage de faciliter les circulations piétonnes entre les quartiers situés au nord et au sud de la gare. Les quais sont rehaussés, et comporte chacun un abri sous forme de marquise en partie centrale, et le passage sous voies comporte des plans inclinés pour être conformes aux normes d'accessibilité. Le chantier dans l'enceinte de la gare comprend également un nouvel éclairage, du mobilier et une zone d'accueil. L'environnement de la gare est également concerné, notamment par une adaptation de la ligne à haute tension, la suppression d'un passage à niveau, l'aménagement d'une rue et d'autres interventions sur l'infrastructure, notamment l'adaptation des systèmes de sécurité et d'enclenchement. 
Cette nouvelle gare d'évitement (ou croisement) est inaugurée le 21 septembre 2019. En présence des invités officiels, cette cérémonie est l'occasion de baptisé du nom de la commune « Haute-Sorne » un train Flirt. La nouvelle gare va bénéficier de la desserte mise en place en décembre 2018 : « à la cadence à la demi-heure exacte par les trains Regioexpress (Biel/Bienne – Delémont – Delle) et S3 du RER bâlois (Bâle – Porrentruy) et ce de 4 h 30 à 1 h du matin 7 jours sur 7. Dix trains quotidiens poursuivent leur course jusqu’à la gare TGV de Belfort - Montbéliard alors que six trains quotidiens sont en correspondance à Delle pour la gare TGV ».

## Service des voyageurs

### Accueil
Gare d'évitement mais néanmoins point d'arrêt sans personnel, équipé de deux quais avec abris et un passage sous voie sécurisé. L'ensemble est éclairé et accessible aux personnes à la mobilité réduite.

### Desserte
Bassecourt est desservie par des trains RegioExpress sur la relation Biel/Bienne (ou Delémont) – Delle (ou Meroux (TGV), et par des trains du RER trinational de Bâle (ligne S3) sur la relation Olten – Porrentruy.

### Intermodalité
Des emplacements pour les vélos et des places de parking pour les véhicules y sont aménagés